# 남선초등학교 낙동분교
남선초등학교 낙동분교는 대한민국 강원특별자치도 정선군 남면 낙동리 613에 있었던 공립 초등학교이다.

## 연혁
- 1937.04.10 남선보통학교 낙동간이학교 설립
- 1946.09.24 낙동국민학교 교명 변경
- 1996.03.01 남선초등학교 낙동분교장 교명 변경
- 2013.03.01 폐교